# 퀴취크 카이마크르 튀르크 SK
퀴취크 카이마크르 튀르크 SK는 키프로스의 축구단이다.

## 선수 명단

### 역대
- 패트릭 빌라스(2009 ~ 2012)